# Can Muset
Can Muset és una obra modernista de Castellolí (Anoia) inclosa a l'Inventari del Patrimoni Arquitectònic de Catalunya.

## Descripció
Conjunt format per l'antiga masia amb portal adovellat i un edifici nou, de caràcter modernista, construït a inicis de segle. El sector modernista és format per dos cossos, un de planta baixa, dos pisos i golfes amb coronament sinuós, l'altre com una torre amb planta i quatre pisos i profusió d'obertures a totes les cares. Es envoltada per un mur amb dues portes d'arc rebaixat, on diu V. Muset 1812 i J. Muset 1816 respectivament.